# Raión de Golo Prystan
Golo Prystan (en ucraniano: Голопристанський район) es un raión o distrito de Ucrania en el óblast de Jersón. 
Comprende una superficie de 3413 km².
La capital es la ciudad de Golo Prystan.

## Demografía
Según estimación 2010 contaba con una población total de 62713 habitantes.

## Otros datos
El código KOATUU es 6522300000. El código postal 75600 y el prefijo telefónico +380 5539.